# Болмац
Болмац (авар. болмацӀ, bolmaⱬ— «язык войска», «ополченский, войсковой, общественный язык», также авар. гьоболмацI, hobolmaⱬ — «язык гостя») — «народный» язык («междиалектного койне») аварцев, на котором общались носители разных диалектов.
Сложился на основе северного наречия, главным образом хунзахского диалекта, с некоторым влиянием южных диалектов. На его основе в XIX веке был создан литературный аварский язык.
В конце XV века болмац становится языком межэтнических отношений (лингва франка) всех западных и высокогорных мелких народностей и этнических групп. Такой становится ситуация в этой части Дагестана по мере возрастания влияния Аварского нуцальства и падения влияния шамхалов в Дагестане.
Распространению и развитию болмацa способствовали и такие важные в истории аварских обществ явления, как лекианоба (набеги в Грузию) в XVII и XVIII веках и народно-освободительная борьба народов Дагестана и Чечни в середине XIX века.